# Battle Realms: Winter of the Wolf
Battle Realms: Winter of the Wolf est une extension du jeu vidéo de stratégie en temps réel Battle Realms, développé par Liquid Entertainment et coédité par Ubisoft et Crave Entertainment. Le DLC a été annoncé le 7 juillet 2002 et est sorti le novembre 2002.

## Trame
Cette extension, sur le thème des arts martiaux, se déroule sept ans avant les événements du premier jeu,.